# 房良通
房良通（1945年1月3日—2019年5月3日），马来西亚居銮中华中学（简称“銮中”）第十五任校长（1997年3月至2000年），出生于柔佛州东甲。自1972年到銮中任教后，活跃于教育界数十年。他也曾于1986年至1987年受聘永平中学校长。
房良通是第三位接掌校政的銮中校友。掌校期间，完成姚永芳行政大楼开幕，开办夜间进修部。2000年适逢千禧年，配合董事会举办千筹募禧年教育基金万人宴。退休后，没有收入的他仍捐钱支持华教和会馆活动。
2019年5月3日，房良通在浴室跌倒后不治，享年74岁。

## 生平

### 教育背景
- 1959年至1961年利丰港培华中学初中毕业[7]。
- 1962年至1964年居銮中华中学高中第六届毕业[7]。
- 1965年至1969年国立台湾大学历史系毕业[7]。

### 学校职务
- 1972年至1975年加入銮中担任文史科教师，时任校长为宋世廉。
- 1975年至1980年担任训导处副主任。
- 1981年至1985年担任训导处主任[2]。
- 1988年至1989年担任历史科教师。
- 1990年至1992年担任训导主任[2]。
- 1993年至1996年担任公关主任。
- 1997年陈诗圣校长退休，由林廷泽继任，房良通担任副校长。
- 1997年3月起接替林廷泽担任代校长。
- 1998年至2000年担任校长。
- 1986年至1987年曾受雇担任永平中学校长。

### 其他职务
1979年，房良通加入銮中校友会服务，历任副文书、理事、康乐、交际等职。他也曾任居銮留台同学会秘书、副会长、居銮华校教师公会会长（1997—2000）。去世前担任柔佛州惠州会馆监察主席、总务，校友会名誉顾问。
他在2000年至2002年是马来西亚华校教师会总会（教总）代表之一。

## 为校举措

### 居銮中华中学
房良通掌校期间，开办夜间进修部日语和英语课程，获得社会民众支持，自1997年开始开办进行，最终因缺乏师资而于2001年停办。他还完成姚永芳行政大楼开幕，并在校友会资助下设立孔子像，呼吁学生专研儒家思想。为了往后的发展与永续经验，銮中于2000年9月16日举办万人宴，共筹得243万余令吉。
1984年，房良通受命带领銮中学生远赴槟城参加全国独中三语演讲和华语即席演讲比赛，銮中高初中代表陈曼云和张丽群同学，分别拿下高初中组冠军，陈曼云同学同时获得华语即席演讲冠军，为銮中参加该项赛会以来最标青的表现。
房良通担任校长期间，銮中于1998年夺得全国独中成大数理学识比赛常年杯。此前1992年陈诗圣校长任内该校也曾获得这份奖项。他曾在1997年劝告即将毕业后的学生依然要有进取的学习精神，因21世纪将是一个高科技发展，充满挑战性的年代。房良通引用马来西亚首相马哈迪·莫哈末所提出的多媒体超级走廊，劝告学生应抓紧时机以迎接21世纪的严峻考验。
1998年，在董教总提出的教育改革声中，董总决定派出一个由各独中代表组成的考察团，远赴中国及台湾考察取经。由銮中董事长兼全国董总主席郭全强担任总领队，房良通和时任副校长廖伟强作为代表参与。在中国，房良通在湖南长沙游览了诗人屈原的故居，之后在辽宁时曾会见教育改革家魏书生。在台湾，他曾到著名的户外教学基地、森林小学考察学习。这教育考察前后一共十四天。
1999年至2000年，房良通在与銮中美术科主任高秉益合作下设立文物馆，展览多个名家作品，包括水墨画、水彩画等，以培养校园的艺术风气。
2000年5月28日，第8届柔甲华文独中华乐观摩会在銮中大礼堂举行，共有来自6间独中的400多名代表参与。房良通致词时说，这项观摩演出旨在促进各校情谊、体现独中一家亲精神，同时藉著演出以提升华乐演出水平，并在保存及发扬中华文化方面作出贡献。会上，他也赠送纪念品给各校领导人以示纪念。

### 永平中学
1986年房良通出任永中校长后，积极加强行政管理和教学设施，于1987年将所有课程改为上午班，以加强教学效果。上午作为上课时间，下午则作为实验课。他还开办补习及体育与各团体活动，因此受到赞扬。

## 参与社团
房良通还参与柔佛州惠州会馆，并担任董事一职。

## 健康问题与逝世
退位后的房良通曾动过膝盖手术，并且因韧带受伤和腿脚无力而需使用拐杖借力行走，他还有服用高血压及心脏病药物。2012年3月4日，他出席柔佛州华校校友会联合会的记者会。2019年5月3日，房良通在居銮合作社住家的浴室不慎跌倒，虽然获医护人员展开抢救，惟最终确认已无生命迹象，享年74岁。5月4日，明吉摩州议员周忠信也前往上香祭拜。5月6日中午12时，举行出殡仪式，并被家属安排灵车经过銮中校门。

## 评价
房良通去世后，时任銮中校长廖伟强曾形容他为教育人才。
马华公会居銮区会主席颜炳寿曾于2022年将房良通列为他生命不同阶段遇到的三位重要人士之一。他评价道：“我的历史老师房良通给我留下很深刻的印象，因为他改变了我对社会政治和历史的观点，从不同的角度看待社会问题。”

## 家庭
- 妻子：罗峰瑂[6]
- 儿女：房维鑫（儿）、房维治（儿）[來源請求]

## 轶事
2018年6月23日，由銮中校友所绘画包括房良通在内的历任校长油彩肖像在銮中致知苑“黄添才馆”展出为期一周。新闻报导指房良通画像神似，栩栩如生。